# Tone Peruško
Tone Peruško (Premantura, 27. veljače 1905. – Pula, 1967.), hrvatski  književnik i pedagog, osnivač Pedagoške akademije u Puli.

## Životopis
Rođen je 27. veljače 1905. u Premanturi gdje je do 1915. godine pohađao pučku školu, kada zbog rata biva evakuiran u Austriju. Nakon rata vraća se u Premanturu gdje izučava postolarski zanat. No, zbog zatvaranja hrvatskih škola više se ne školuje na materinskom jeziku pa odlazi 1922. godine u Jugoslaviju kako bi se, po želji roditelja, nastavio školovati u hrvatskom školama. Pohađa Učiteljsku školu u Zadru i Šibeniku gdje i maturira. Nakon mature službuje kao učitelj u selima Zagore. Kao odličan učitelj odabran je za studij te se seli u Zagreb gdje završava Višu pedagošku školu i Filozofski fakultet. Istodobno je bio aktivan u krugovima istarske emigracije (Istarski glas i dr.), suradnik i glavni urednik tjednika Istra te jedan od osnivača Istarske naklade, udruge za izdavanje knjiga i publikacija. Kao antifašist sudjelovao je u radu NOO za Istru. Nakon rata radi u Rijeci kao zamjenik glavnog urednika Glasa Istre, osim toga surađuje u redakciji riječkog Novog lista te predaje u srednjim školama u Rijeci. Ponovo odlazi u Zagreb gdje obnaša brojne prosvjetne dužnosti. 1950. godine pokrenuo je časopis Školske novine, a zaslužan je i za pokretanje časopisa Polet. U to vrijeme objavljuje i vrlo značajne znanstvene radove: Metodske upute za obradu domaćega štiva 1956. godine, Pravopisni priručnik 1957. Nešto kasnije objavljuje znanstveno-stručno djelo Materinski jezik u obaveznoj školi (Specijalna didaktika) koje je kasnije objavljeno u još pet izdanja. 
U Pulu se vratio 1961. godine gdje je utemeljio Pedagošku akademiju kojoj je bio prvi direktor sve do svoje smrti 1967. Uz ogroman organizacijski rad i ovdje nastavlja s pedagoškim radom te uvodi u nastavu predmet Nastava o zavičaju kojemu posvećuje veliku pozornost. Uvođenje ovog predmeta izaziva prilično negativna stajališta u tadašnjim znanstvenim i političkim krugovima, no i ovaj put ulaže znatne napore kako bi dokazao da je ta njegova inicijativa vrijedna, kako tada tako i danas. U časopisu Pedagoški rad (1964.), obrazlažući opravdanost i važnost Nastave o zavičaju, sažeo je bitne, djelomično i danas aktualne odrednice istarskog mentalnog bića: istarski je čovjek pomalo ostajao u svojoj intimnosti negdje na granici slavenskoga i latinskog svijeta, između Balkana i Apenina.; on je zapravo neke vrste lokalnog patriota, izoliran u svojoj intimnosti i od Italije i od Jugoslavije. Ta se konstatacija ne odnosi samo na Hrvate već su takvi i istarski autohtoni Talijani, ali, dakako, samo seljaci, ribari, rudari, mornari. Razbiti taj osjećaj izoliranosti i ukloniti osjećaj nacionalne manje vrijednosti, pomoći tom 'čovjeku na raskršću' znanjem koje će postati uvjerenjem, to je, eto, politički zadatak Nastave u zavičaju. 
Tone Peruško je uz Miju Mirkovića jedan od glavnih pokretača ideje visokog školstva u Istri. Početkom šezdesetih godina 20. stoljeća osnivanjem prve više škole u Istri, Tone Peruško je neprocjenjivim radom, trudom, samoodricanjem i entuzijazmom započeo projekt koji će 40 godina kasnije rezultirati osnivanjem Sveučilišta u Puli.

## Više informacija
- Sveučilište Jurja Dobrile u Puli
- Pula
- Premantura